# Catanzaro megye
Catanzaro Olaszország Calabria régiójának egyik megyéje. A megye és egyben a régió székhelye Catanzaro város.

## Fekvése

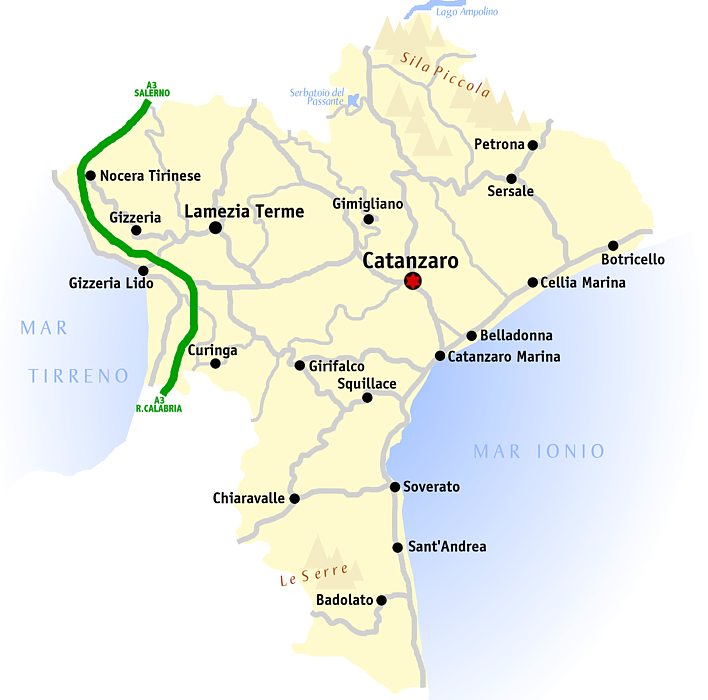
Catanzaro megye

Catanzaro megyét keletről a Jón-tenger (Squillacei-öböl), nyugaton a Tirrén-tenger (Santa Eufemia-öböl), északon Cosenza, északkeleten Crotone, míg délen Reggio Calabria és délnyugaton Vibo Valentia megye határolja.
A megye domborzata hegyvidéki jellegű, átszelik a Calabriai-Appenninek vonulatai. Északi részére benyúlnak a Sila, míg délen pedig a Serre Calabresi vonulatai. Kevés síksága van, ezek általában a kis kiterjedésűek és a tengerparti öblökben találhatók. A legnagyobb síkvidéke a Santa Eufemia-síkság, az azonos nevű öböl partján.
Legjelentősebb folyóvizei az Angitola és az Amato; mindkettő a Tirrén-tengerbe torkollik.
A megye északi részére is kiterjed a Sila Nemzeti Park.
Turisztikai szempontból elsősorban a Tirrén-tengeri partszakasz fontos, elsősorban a kiváló infrastruktúrának (vasútvonal: Salerno-Reggio Calabria vonal; A3-a autópálya, repülőtér Lamezia Terme mellett) és a finomhomokos partnak köszönhetően. A Jón-tengeri partszakasz ezzel ellentétben sziklásabb, csak kis öblök mentén vannak rövid finomhomokos szakaszok (pl. Lido di Catanzaro).

## Fő látnivalók
- természeti látnivalók:
  - Sila Nemzeti Park
- kulturális helyszínek:

Catanzaro óvárosa és üdülőközpontja (Lido di Catanzaro)
Lamezia Terme tengerparti üdülőhelye és normann vára
Santa Caterina dello Ionio óvárosa
az ókori Szkilétion romjai Soverato mellett
Squillace központja és vára

## Községek(comuni)
| Albi                 | Cropani          | Martirano            | Santa Caterina dello Ionio       |
| Amaroni              | Curinga          | Martirano Lombardo   | Sant’Andrea Apostolo dello Ionio |
| Amato                | Davoli           | Miglierina           | Satriano                         |
| Andali               | Decollatura      | Montauro             | Sellia                           |
| Argusto              | Falerna          | Montepaone           | Sellia Marina                    |
| Badolato             | Feroleto Antico  | Motta Santa Lucia    | Serrastretta                     |
| Belcastro            | Fossato Serralta | Nocera Terinese      | Sersale                          |
| Borgia               | Gagliato         | Olivadi              | Settingiano                      |
| Botricello           | Gasperina        | Palermiti            | Simeri Crichi                    |
| Caraffa di Catanzaro | Gimigliano       | Pentone              | Sorbo San Basile                 |
| Cardinale            | Girifalco        | Petrizzi             | Soverato                         |
| Carlopoli            | Gizzeria         | Petronà              | Soveria Mannelli                 |
| Catanzaro            | Guardavalle      | Pianopoli            | Soveria Simeri                   |
| Cenadi               | Isca sullo Ionio | Platania             | Squillace                        |
| Centrache            | Jacurso          | San Floro            | Stalettì                         |
| Cerva                | Lamezia Terme    | San Mango d’Aquino   | Taverna                          |
| Chiaravalle Centrale | Magisano         | San Pietro a Maida   | Tiriolo                          |
| Cicala               | Maida            | San Pietro Apostolo  | Torre di Ruggiero                |
| Conflenti            | Marcedusa        | San Sostene          | Vallefiorita                     |
| Cortale              | Marcellinara     | San Vito sullo Ionio | Zagarise                         |